# Großsteingrab Uthlede
Das Großsteingrab Uthlede war eine megalithische Grabanlage der jungsteinzeitlichen Trichterbecherkultur bei Uthlede, einer Ortschaft von Hagen im Bremischen im niedersächsischen Landkreis Cuxhaven. Es wurde im 19. oder frühen 20. Jahrhundert zerstört. Es besaß acht Wand- und drei Decksteine, es muss sich also um einen Großdolmen oder ein Ganggrab gehandelt haben.